# Dierentuin Kolmården

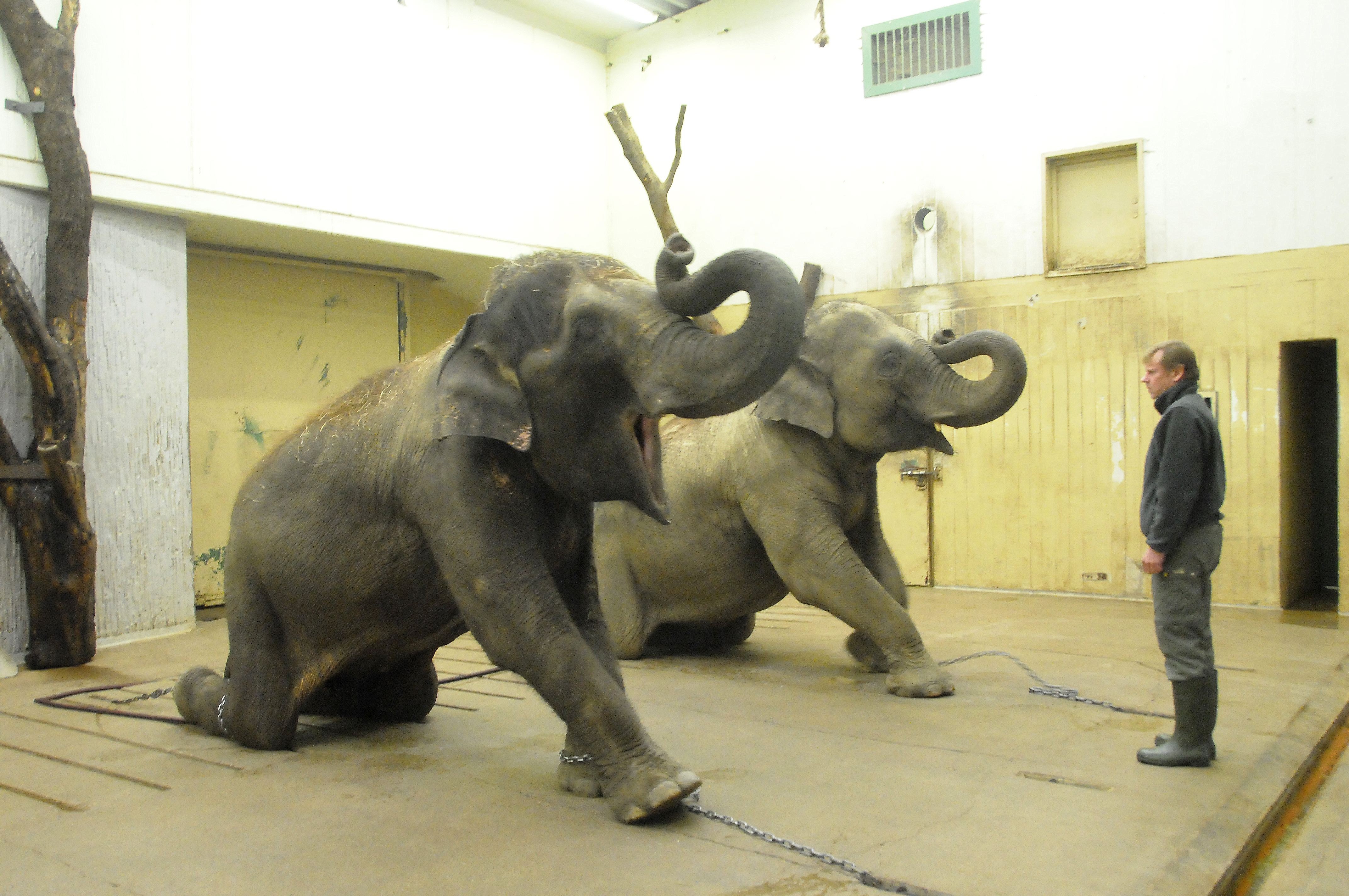
Olifantentrainer Dan Koehl met Olifanten Saonoi en Bua, in de Kolosseum

Dierentuin Kolmården is een grote dierentuin in Zweden, ongeveer 18 kilometer ten noorden van Norrköping bij de plaats Krokek in het gelijknamige bosachtige gebied.
De dierentuin werd op 27 mei 1965 door de oprichter Ulf Svensson geopend en is met 172 hectare een van de grotere dierentuinen van Europa en de grootste van Scandinavië.

## Attracties
- Dolfinarium
- Safaripark
- Roofvogelshow
- Kabelbaan (30 minuten durende safari rit over verschillende verblijven)
- Delfinexpressen; Vekoma Junior Coaster
- Hybride achtbaan Wildfire
- Schommelschip Sjörövarskeppet